# Bahnhof Etzwilen
Der Bahnhof Etzwilen ist ein auf 435 m ü. M. liegender Kreuzungsbahnhof im Dorf Etzwilen im Schweizer Kanton Thurgau. Er ist Endpunkt der Bahnstrecke Winterthur–Etzwilen und Ausgangspunkt der Strecken Etzwilen–Schaffhausen, Etzwilen–Konstanz sowie der nur noch als Museumsbahn genutzten Bahnstrecke Etzwilen–Singen. Auffällig ist die relativ hohe Anzahl an Gleisen, die inzwischen grösstenteils unbenutzt bleiben. Der Bahnhof steht unter Denkmalschutz und wird im «Inventar historischer Bahnhöfe SBB» als Bahnhof nationaler Bedeutung geführt.

## Geschichte
Das Stationsgebäude wurde nach dem Vorbild eines Stationsgebäudes zweiter Klasse aus dem Jahr 1873 nach einem Entwurf von Conrad Bär erbaut, der auch für die Tösstalbahn als Architekt tätig war. In seiner ersten Form waren die beiden Seitenflügel asymmetrisch, 1891 wurde der niedrigere Bahnhofsflügel aufgestockt. Das äussere Erscheinungsbild aus dieser Zeit konnte der Bahnhof bis heute erhalten.

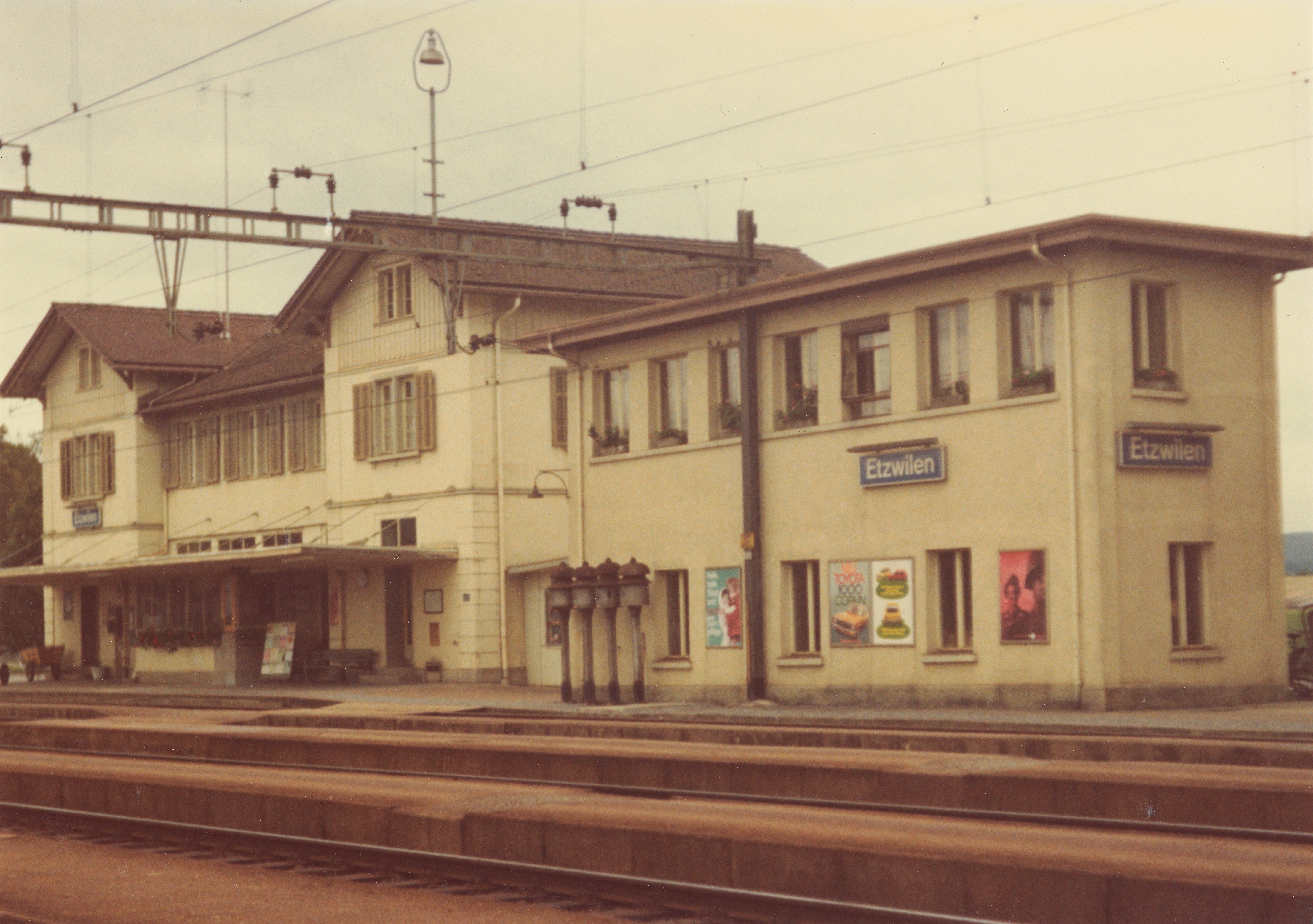
Stationsgebäude mit dem damals bestehenden Stellwerksgebäude (1983)

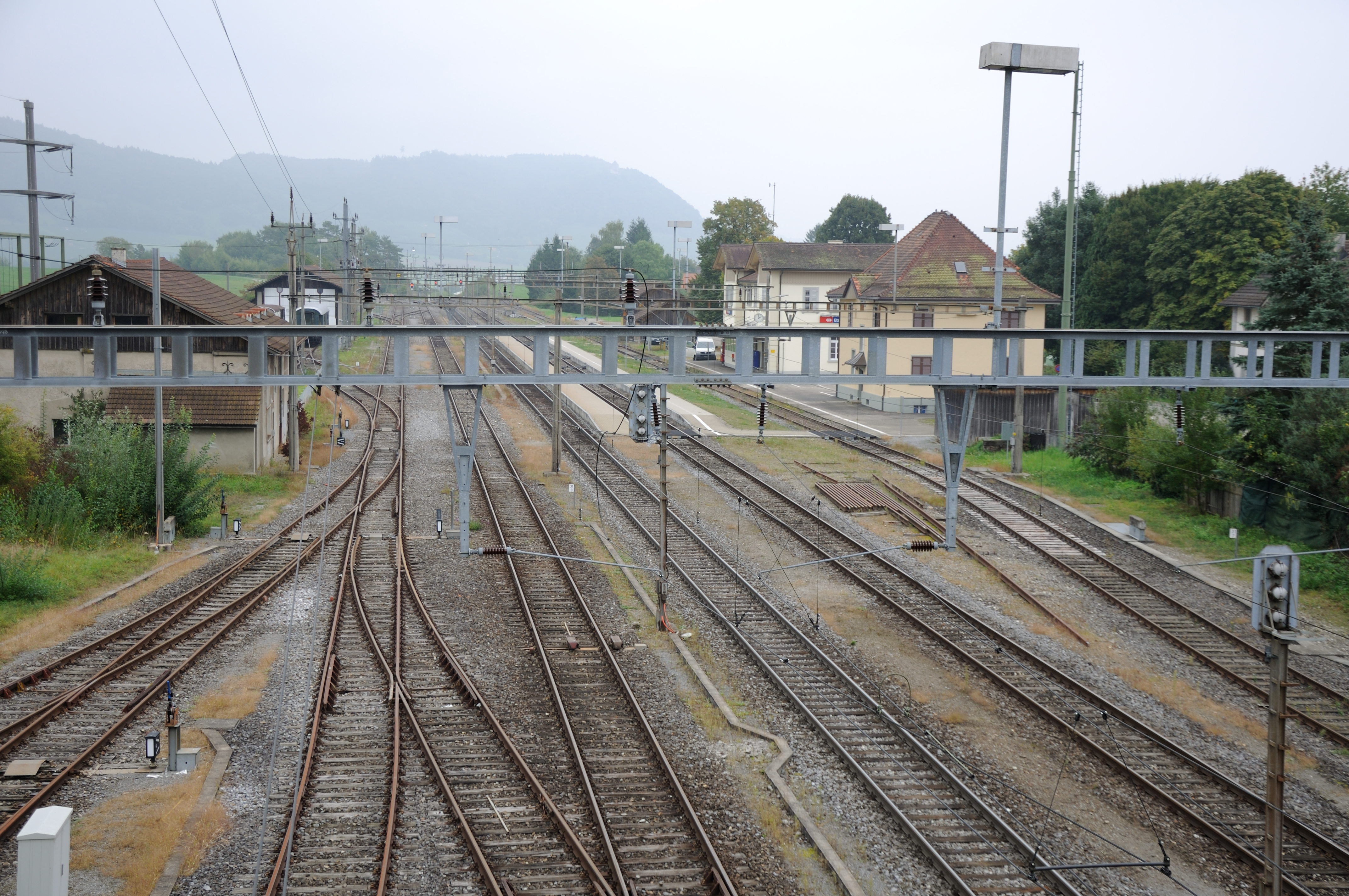
Perrongeleise vor dem Stationsgebäude (2013)

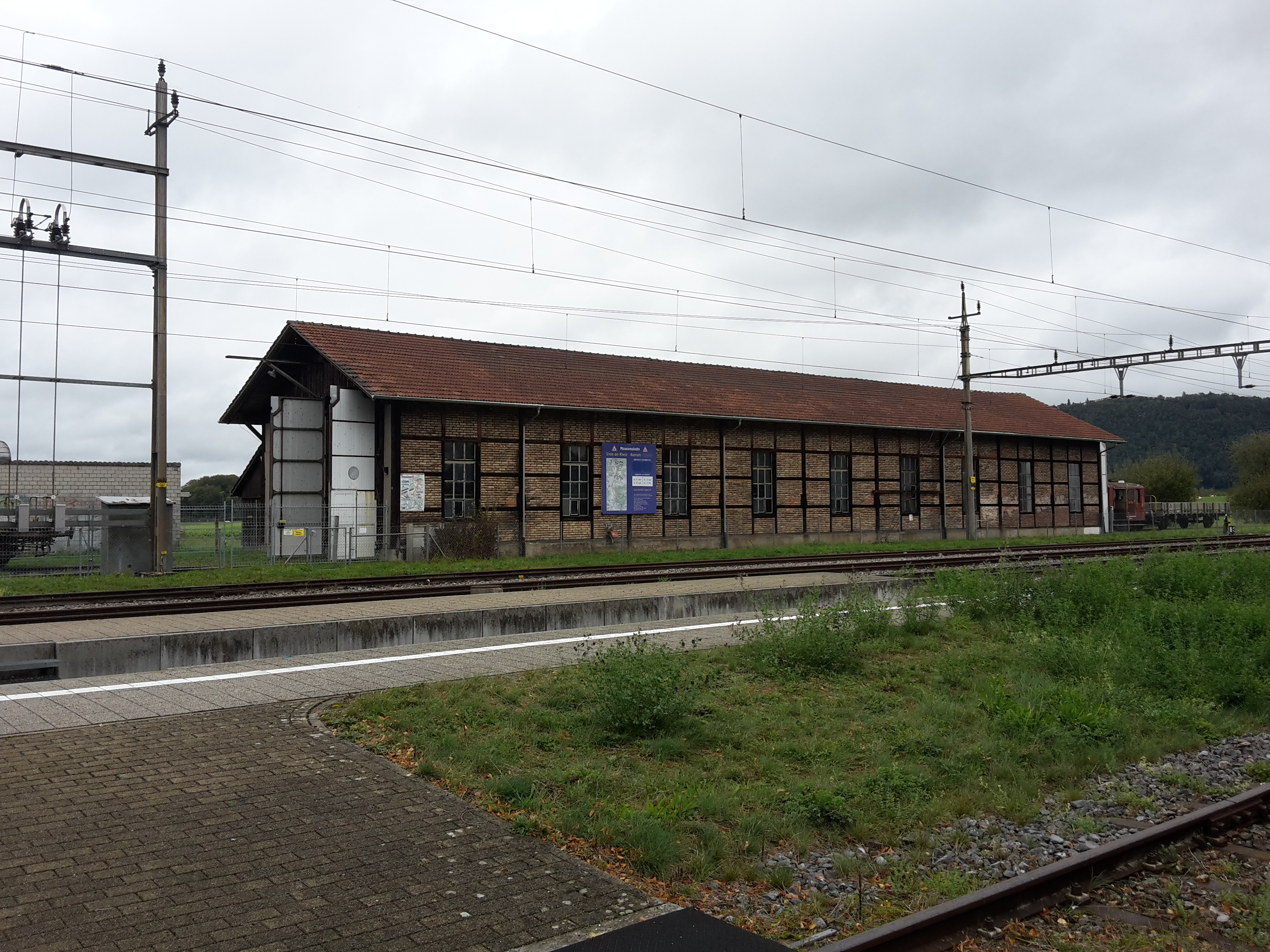
Lokschuppen (2019)

Die Abstellgleise sind ein Überbleibsel des einstigen Bahnknotens Etzwilen, an dem bis zu 50 Angestellte arbeiteten. Bis in die 1960er Jahre war Etzwilen für den grenzüberschreitenden Güterverkehr nach Singen als Rangierbahnhof bedeutsam. Damals war Richtung Deutschland ein Lokwechsel an den Zügen nötig. Die Strecke nach Deutschland wurde für den Personenverkehr 1969, für den Güterverkehr 2004 eingestellt. Im Rahmen von Rationalisierungsmassnahmen wurde der Betrieb des Bahnschalters am 31. Dezember 1998 eingestellt.
Am 12. September 2013 brannten auf einem Abstellgleis beim Bahnhof aufgrund von Brandstiftung 14 ausrangierte Bahnwagons aus. Aufgrund der vielen ungenutzten Geleise und dort abgestellten Fahrzeuge wurde der Bahnhof in der Presse auch als «Geisterbahnhof» bezeichnet.
Heute finden zwischen Etzwilen und Singen noch Museumsfahrten, auch mit Dampfbetrieb statt. Eine Reaktivierung der Strecke wurde 2020 im Rahmen der «Initiative Bodensee-S-Bahn» zur Diskussion gestellt.

## Nahverkehr

### S-Bahn-Linien
Der Bahnhof wird von zwei von Thurbo operierten Linien bedient. Einerseits verkehrt die zur S-Bahn Zürich gehörende S29 zwischen Winterthur und Stein am Rhein in Etzwilen sowie die zur S-Bahn St. Gallen gehörende S1.
- S 1 Wil – Gossau SG – St. Gallen –  Romanshorn – Kreuzlingen – Schaffhausen (Thurbo)
- S 29 Winterthur – Stein a. Rhein

### Nachtverkehr
Etzwilen wird an den Wochenenden zeitweise durch die SN3 bedient. Die letzte Nacht-S-Bahn verlässt Schaffhausen um 3:06 und kommt um 3:24 in Etzwilen an. In der Gegenrichtung fährt der Nachtzug in Stein am Rhein um 3:33 los und erreicht Etzwilen um 3:35. Auf der Bahnstrecke Winterthur–Etzwilen verkehrt kein Nachtzug.
- 3 Winterthur – Schaffhausen (– Stein am Rhein)